# Miss Édith
Miss Édith és una actriu francesa de cinema mut.

## Biografia
No se sap res de l'actriu que va filmar amb el nom de Miss Edith abans i durant la Gran Guerra. Com a molt, podem suposar que venia del music hall com altres actrius que, en aquella època a França, van néixer el mateix tipus de pseudònim que Miss Leonora (que també va fer una gira amb Louis Feuillade), Miss California (coneguda en una pel·lícula de Henri Pouctal i una altra de Camille de Morlhon el 1911) o fins i tot Miss Campton, que va assumir el paper principal dels set curtmetratges de la sèrie Maud del 1912 al 1915.
Miss Edith va aparèixer en unes deu pel·lícules produïdes per la companyia Gaumont entre 1912 i 1916.

## Filmografia
- 1912 : Au pays des lions de Louis Feuillade[5]
- 1912 : Amour d'automne de Louis Feuillade[6]
- 1912 : La Hantise de Louis Feuillade : Josépha de Delphes
- 1912 : Le Noël de Francesca de Louis Feuillade[7]
- 1912 : Olga, the adventuress (réalisateur américain anonyme) : Olga
- 1912 : Le Maléfice de Louis Feuillade
- 1913 : Le Guet-apens de Louis Feuillade : Dolorès
- 1913 : Les Chasseurs de lions de Louis Feuillade : Mme Brémond
- 1913 : Le Baiser rouge de Georges-André Lacroix i Maurice Mariaud
- 1916 : Les Vampires 6 : Les Yeux qui fascinent de Louis Feuillade : la comtesse de Kerlor
- 1916 : Les Vampires 7 : Satanas de Louis Feuillade : la comtesse de Kerlor